# Rio Bonito do Iguaçu
Rio Bonito do Iguaçu ist ein brasilianisches Munizip im Süden des Bundesstaats Paraná. Es hat 14.374 Einwohner (2022), die sich Rio-Bonitenser nennen. Seine Fläche beträgt 681 km². Es liegt 692 Meter über dem Meeresspiegel.

## Etymologie
Rio Bonito bedeutet auf Deutsch Schöner Fluss. Durch den Zusatz do Iguaçu wird er von Flüssen in anderen Teilen Brasiliens unterschieden.

## Geschichte

### Besiedlung
Im Jahr 1769 befuhr die Erkundungsbandeira von Kapitän Antonio da Silveira Peixoto die trüben Gewässer des Iguaçu. Peixoto verließ im Auftrag des Generalgouverneurs des Kapitanats São Paulo die Region Curitiba, um den südlichen und westlichen Teil Paranás, der damaligen 5. Comarca der Provinz São Paulo, zu erkunden. Diese Bandeira legte den Grundstein für União da Vitória und setzte ihre Reise fort, indem sie den Iguaçu überquerte und seine Ufer erkundete, bis sie die Mündung in den Paraná erreichte.
Ab der zweiten Hälfte des 19. Jahrhunderts wurde nach der Entdeckung und Besetzung der Campos von Guarapuava die Region von der Hochebene aus über die Campos Gerais erkundet. Es war eine Zeit, in der viele Sesmarias (Lehen) an diejenigen verteilt wurden, die es wagten, sich in diesem riesigen Viereck anzusiedeln. Darunter war auch die Sesmaria dos Nogueiras, die später zur Fazenda Laranjeiras wurde. Zu jener Zeit war das Gebiet größtenteils von Ureinwohnern vom Volk der Kaingang bewohnt, die sich in Dorins, Camés und Vetores aufteilten.
Die Familie Nogueira, deren bedeutendster Vertreter José Nogueira do Amaral war, eröffnete einen Pfad im Urwald, der die Ufer des Iguaçu mit der alten Straße nach Foz do Iguaçu verband. Im Laufe der Jahre wurde der Ort, wenn auch nur teilweise, von Familien besiedelt, die mit der Region sozial und wirtschaftlich wachsen wollten.
Nachkommen von José Nogueira do Amaral lebten am Ufer des Iguaçu und betrieben Subsistenzwirtschaft. Sie gelten als die ersten Bewohner der Region. Sie verkauften etwa zwischen 1900 und 1910 einen Teil des Besitzes an Horácio Pio.
In dem Ort gab es keine Kirche, also betete jede Familie zu Hause. Erst später beschlossen die Bewohner, die erste Kapelle zu Ehren von Santo Antônio zu bauen, der zum Schutzpatron von Rio Bonito wurde.
Rio Bonito gehörte zum Einflussbereich des kurzlebigen Território Federal do Iguaçu, das 1943 gegründet und 1946 wieder aufgelöst wurde und dessen Hauptstadt Laranjeiras do Sul war. Zu dieser Zeit hatte sich bereits ein kleines Dorf gebildet, das mit der wachsenden Einwanderungswelle, insbesondere aus Deutschland und Italien, wuchs. Durch das Gesetz Nr. 19 vom 30. November 1953 wurde der Distrikt Rio Bonito geschaffen, dessen Gebiet zum Munizip Laranjeiras do Sul gehörte.
Bis 1968 wurde die Region von Safristas (deutsch: Lohnmäster) bewirtschaftet, die den Wald abholzten, um Mais anzubauen und Schweine zu mästen, die in Ponta Grossa verkauft wurden. Von diesem Jahr an begannen der großflächige Anbau und die Kommerzialisierung von landwirtschaftlichen Produkten, die bis dahin nur zur Selbstversorgung dienten. Zu dieser Zeit wurde die Bevölkerung von Rio Bonito bereits durch Familien aus dem Süden verstärkt, die auf der Suche nach ertragreicheren Böden einwanderten, was zu einem großen Fortschritt in der Landwirtschaft führte. Diese Familien waren meist europäischer Abstammung (deutsch, polnisch und italienisch), wodurch sich die ethnische Zusammensetzung der Bevölkerung diversifizierte.

### Erhebung zum Munizip
Rio Bonito do Iguaçu wurde durch das Staatsgesetz Nr. 9916 vom 20. März 1992 aus Laranjeiras do Sul ausgegliedert und in den Rang eines Munizips erhoben. Es wurde am 1. Januar 1993 als Munizip installiert.

## Geografie

### Fläche und Lage
Rio Bonito do Iguaçu liegt auf dem Terceiro Planalto Paranaense (der Dritten oder Guarapuava-Hochebene von Paraná). Seine Fläche beträgt 681 km². Es liegt auf einer Höhe von 692 Metern.

### Vegetation
Das Biom von Rio Bonito do Iguaçu ist Mata Atlântica.

### Klima
Das Klima ist gemäßigt warm. Es werden hohe Niederschlagsmengen verzeichnet (2199 mm pro Jahr). Im Jahresdurchschnitt liegt die Temperatur bei 19,2 °C. Die Klimaklassifikation nach Köppen und Geiger lautet Cfa.

### Gewässer
Rio Bonito do Iguaçu liegt im Einzugsgebiet des Rio Iguaçu. Dieser bildet die südliche Grenze des Munizips. Er ist in seinem östlichen Teil für das Wasserkraftwerk Salto Santiago aufgestaut. Durch das Munizip fließt von Nord nach Süd der Rio Chagu zum Iguaçu. Grenzfluss im Westen ist der Rio das Cobras.

### Straßen
Rio Bonito do Iguaçu liegt an der BR-158, über die man im Süden Coronel Vivida und im Nordosten Laranjeiras do Sul erreicht.

### Nachbarmunizipien
|                                             | Nova Laranjeiras                            | Laranjeiras do Sul |
| Quedas do Iguaçu und Espigão Alto do Iguaçu | Kompassrose, die auf Nachbargemeinden zeigt | Porto Barreiro     |
| São João und Sulina                         | Saudade do Iguaçu und Chopinzinho           |                    |

## Stadtverwaltung
Bürgermeister: Sezar Augusto Bovino, PDT (2021–2024)
Vizebürgermeister: Rildo José Safraider, PL (2021–2024)

## Demografie

### Bevölkerungsentwicklung
| Jahr | Einwohner | Stadt | Land |
| ---- | --------- | ----- | ---- |
| 2000 | 13.791    | 14 %  | 86 % |
| 2010 | 13.661    | 24 %  | 76 % |
| 2022 | 14.374    |       |      |

Quelle: IBGE (2011) und Volkszählung 2022

### Ethnische Zusammensetzung
| Gruppe * | 2000    | 2010    | wer sich als …                                                                   |
| --- | ------- | ------- | -------------------------------------------------------------------------------- |
| Weiße | 68,4 %  | 67,7 %  | weiß bezeichnet                                                                  |
| Schwarze | 1,3 %   | 1,2 %   | schwarz bezeichnet                                                               |
| Gelbe | 0,3 %   | 0,2 %   | von fernöstlicher Herkunft wie japanisch, chinesisch, koreanisch etc. bezeichnet |
| Braune | 28,5 %  | 30,9 %  | braun oder als Mischung aus mehreren Gruppen bezeichnet                          |
| Indigene | 0,8 %   | 0,0 %   | Ureinwohner oder Indio bezeichnet                                                |
| ohne Angabe | 0,6 %   | 0,0 %   |                                                                                  |
| Gesamt | 100,0 % | 100,0 % |                                                                                  |
| *) Das IBGE verwendet für Volkszählungen ausschließlich diese fünf Gruppen. Es verzichtet bewusst auf Erläuterungen. Die Zugehörigkeit wird vom Einwohner selbst festgelegt. |         |         |                                                                                  |

Quelle: IBGE (Stand: 1991, 2000 und 2010)

## Wirtschaft

### Kennzahlen
Mit einem Bruttoinlandsprodukt pro Einwohner von 23.282,77 R$ bzw. rund 5.200 € lag Rio Bonito do Iguaçu 2019 auf dem 293. Platz im zweituntersten Viertel der 399 Munizipien Paranás.
Sein mittelhoher Index der menschlichen Entwicklung von 0,629 (2010) setzte es auf den 383. Platz im untersten Viertel der paranaischen Munizipien.